# Schneider CA1
Schneider CA1 (fra. Schneider Char d'Assault 1) je bio prvi francuski tenk. Konstruiran je na osnovi Holt Tractora. Prvi puta je korišten 16. travnja 1917. tijekom Nivellove ofenzive. Služio je primarno kao potpora pješaštvu. Imao je vrlo slabu pokretljivost po terenu i preko rovova.

## Vanjske poveznice
|  | Zajednički poslužitelj ima još gradiva o temi Schneider CA1 |